# 光岡・ヌエラ
ヌエラ（Nouera ）は、光岡自動車が販売していたクラシックカーをオマージュして制作された車両である。

## 概要
光岡がホンダへ正式にベース車両の直接提供を申し入れ、車両販売契約を締結したことで誕生した。
初代のベースは7代目アコード。ヘッドランプは丸形4灯、リアコンビランプは左右をつなげたU字形に変更され、各所にメッキ仕上げの装飾部品を配している。リアコンビランプは専用設計で、そのノウハウはオロチにも生かされている。車体色や内装、各装備の名称などもアコードに準じたものとなっているが、ヌエラのみの専用外板色として、ディープグリーンパールが設定されていた。
発売以来、その存在感や希少性で一定の人気を集めたが、ベース車の生産中止に伴い販売も休止された。
2代目はベースモデルを3ナンバーサイズのアコードから5ナンバーサイズのトヨタ・カローラアクシオ（初代）/カローラフィールダー（2代目）に変更。ボディサイズも先代のヌエラより235mm短く、65mm狭くなった。

## 初代（2004年 - 2008年）CL7/8/9型改
- 2003年10月-11月　第37回東京モーターショーに参考出品
- 2004年4月　光岡がホンダと車両販売契約を締結。
- 2004年4月　ヌエラ発売。グレードは24LX・24ST・20LX・20STが用意された。エンジンはベースとなるホンダ・アコードに搭載される2.4L（200PS）と2.0L（152PS）直4i-VTECを搭載し、トランスミッションは5速AT。駆動方式はFFだが、20ST・20LXには4WDも用意されている。運転席・助手席エアバッグ・EBD（各輪独立制御）付ABS＋ブレーキアシスト・VSA（24LXのみ）を標準装備。
- 2005年2月　ベース車の変更に伴い、細部の変更を行った。グレード「24ST」廃止。
- 2005年5月　ボディーカラー「ミストオパールグリーン・メタリック」が、ベース車両の変更により、受注終了。
- 2006年2月　アコードの一部仕様変更に伴い、マイナーチェンジ。新色追加、内装デザインの変更、16インチアルミホイールの設定など。
- 2008年アコードの年内のモデルチェンジを控え2月中旬を以て受注を終了。
- 同社が展開している認定中古車制度では、かつて良質なアコードユーロRの中古車を用いて「ヌエラユーロR」が製作・販売されたことがあった。また良質なアコードワゴンの中古車を使用して「ヌエラワゴン」も製作・販売されていたが、フロントビューがセダンと同様なのに対しリアビューはベース車のアコードワゴンとの差異が少ない物となっている。

## 2代目（2008年 - 2012年）E14#改型
- 2008年7月10日発表。先代の販売終了から約5ヶ月の期間を経て登場。車名を“NOUERA 6-02”（読みはヌエラ ロクゼロニイ）に改称した。ベースを先代のアコードからガリュー2-04同様、カローラルミオン（E150N型）を除く10代目カローラシリーズに変更された。ボディー形態は初代カローラアクシオ（E140型）ベースのセダンで、2代目フィールダー（E140G型）ベースのステーションワゴンは光岡・ヌエラ6-02ワゴンを参照。なお、光岡のラインナップにステーションワゴンが加わるのは2代目プリメーラベースの初代リョーガ以来である。
- 先代の高級感あるデザインを引き継ぎながらも、兄弟車種であるガリュー2-04のコンパクトさや、環境に配慮した性能をも取り込み両立した。
- 先代同様、それぞれの部位にハンドメイドならではの複雑かつ大胆な曲面を採り入れた独特のデザインを有している。
- 完全受注生産のため納期は約3ヶ月を要する。
- 初代と同様に、セダンのリアビューはガリュー2-04とほぼ共通のデザインを用いている一方でワゴンのリアビューはオーナメントの違いを除き、ベースの2代目フィールダーからほとんど変わっておらず、かなり違和感があるとの意見も見られる。
- 2008年11月20日マイナーチェンジ。　ベース車のマイナーチェンジに伴い、外装カラーの一部と装備品の見直しをした。
- 2010年5月一部改良。ベース車同様、1.5L・2WD・CVT車においてエンジンやトランスミッションの最適化を行い、また、1.8L車は新世代エンジン動弁機構「バルブマチック」を搭載した2ZR-FAE型に置換したことで燃費を向上（1.5L・2WD・CVT車と1.8L・2WD車は1.4km/L、1.8L・4WD車は1.2km/Lそれぞれ向上）。これにより、1.5L・2WD・CVT車は「平成22年度燃費基準+25%」、1.8L・2WD車は「平成22年度燃費基準+15%」、1.8L・4WD車は「平成22年度燃費基準+20%」をそれぞれ達成した為、1.5L・2WD・CVT車は既に適合されている環境対応車普及促進税制における自動車重量税・自動車取得税の減税額が50%から75%に引き上げると共に、1.8L車が新たに環境対応車普及促進税制に適合した。また、セダンの1.5L・2WD車全てのタイヤおよびホイール、フロントディスクブレーキローターの各サイズが15インチに統一（ワゴンは発売当初から全て15インチ）され、1.8L車にはステアリングオーディオスイッチを追加し、操作性を向上させた。
- 2012年5月ベース車の生産・販売終了にともなって新車の生産・販売終了。その後、認定中古車の生産・販売が2015年末まで行われていた。

なお、認定中古車制度ではワゴンモデルにおいてガリューのようなテールランプとなっている個体も生産されたことがある。

## 車名の由来
「ニューエラ（New era）」つまり「新時代」という英語から来ている。